# Józef Gosławski
Józef Gosławski (nasceu em 24 de abril de 1908 em Polanówka, Polônia, e faleceu em 23 de janeiro de 1963 em Varsóvia) – escultor e projetista de medalhas (entre outras comemorativa do ano 1939) e moedas (entre outras 5 zł. com o desenho de um pescador), de monumentos (entre outros o de Frédéric Chopin em Żelazowa Wola onde ele nasceu). Laureado em numerosos concursos artísticos. Foi agraciado com a Cruz do Mérito de Prata.

## Biografia

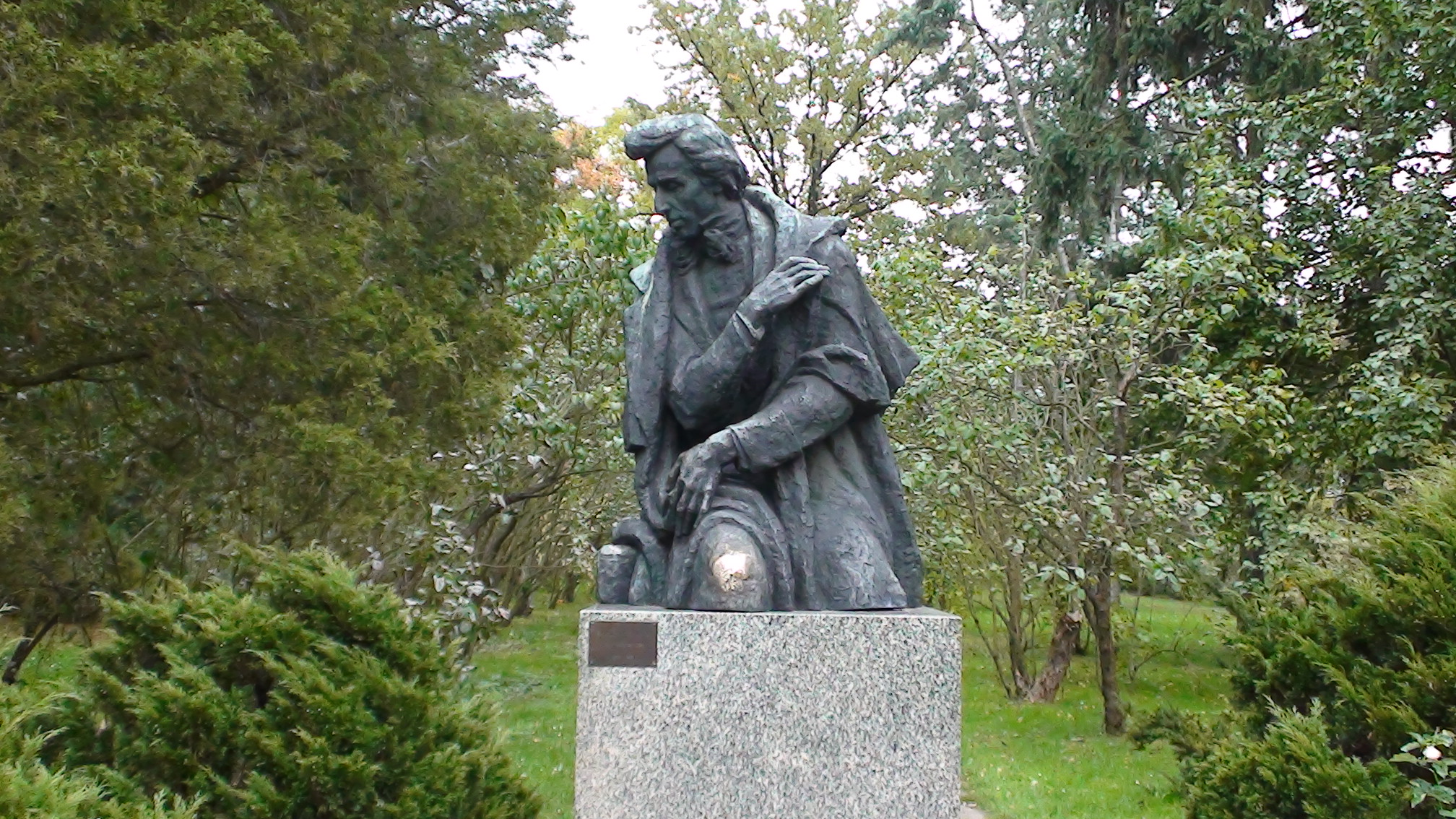
Monumento de Frédéric Chopin em Żelazowa Wola

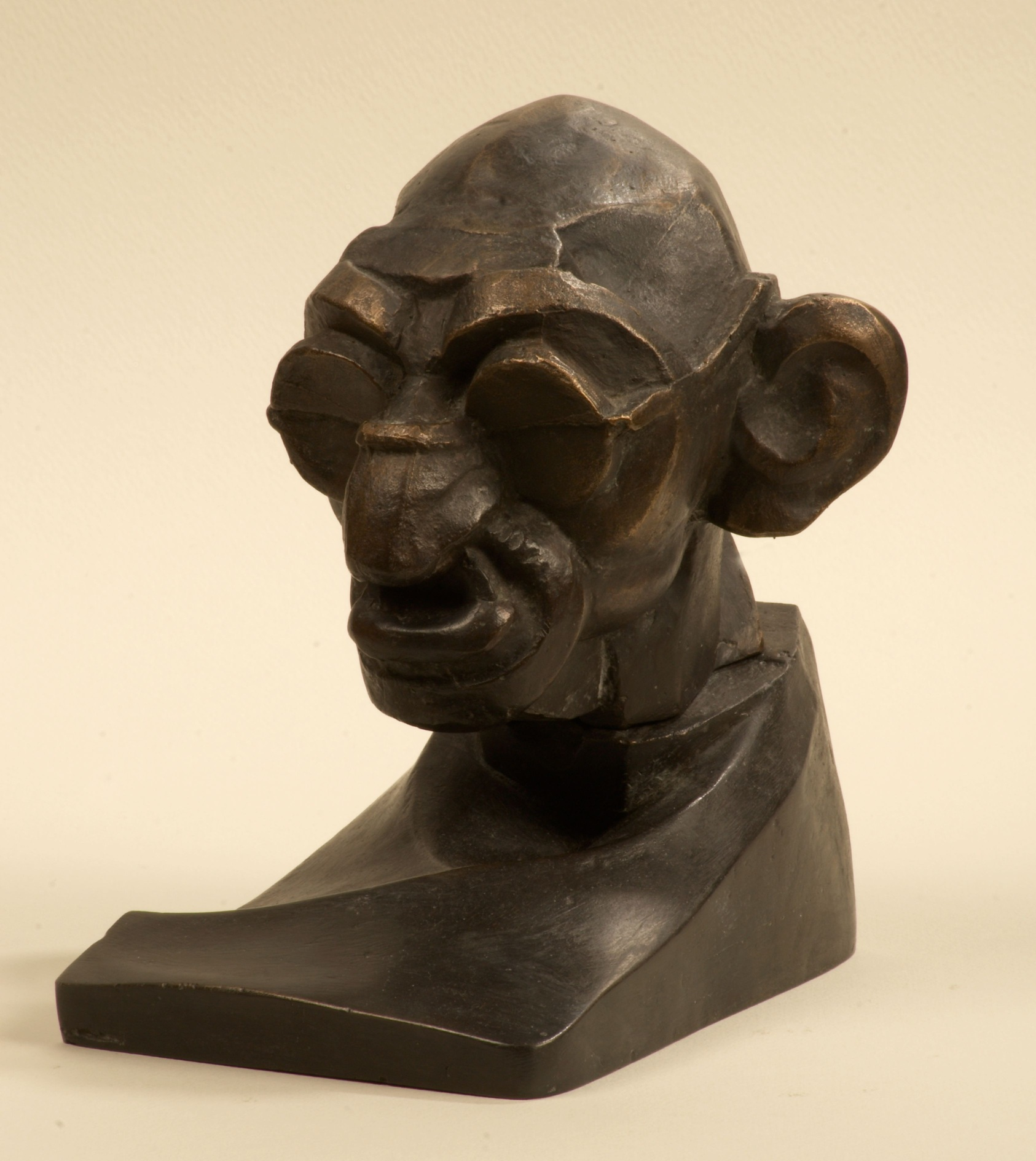
Caricatura de Mahatma Gandhi

Józef Gosławski passou sua juventude junto com os quatro irmãos, entre eles, o mais jovem Stanisław Gosławski, em Wąwolnica. Sua educação artística se iniciou em Kazimierz Dolny na Escola de Artesanato de Construção, fundada por Jan Koszczyc-Witkiewicz. Na época entrou em contato com o grupo de Stanisław Szukalski, mas não foi um membro deste grupo.
Em 1932 começou a estudar na Academia de Bélas Artes em Cracóvia, com o professor Xawery Dunikowski. Em seguida mudou-se para Varsóvia, onde estudava no estúdio do professor Tadeusz Breyer. Por ter recebido uma bolsa viajou para Roma, onde estudava com o professor Ângelo Zanelli. Em 1937 conseguiu o Diploma da Academia Real de Bélas Artes. Continuou na Itália até 1939, tomando parte em exposições do grupo de artistas plásticos poloneses – “Kapitol”, do qual foi vice-Presidente. As obras deste período, foram quase totalmente perdidas durante o transporte para Polônia, em agosto de 1939.
Retornou a Varsóvia em julho de 1939, onde foi designado para assumir em setembro a custodia do Castelo Real de Varsóvia, função que não chegou a assumir devido ao início da Segunda Guerra Mundial. Passou os anos da ocupação em sua cidade natal, Wąwolnica. Após a guerra foi encarregado pelo Ministério de Cultura e Arte, para conduzir os trabalhos de conservação, entre outros, do prédio do século XVI “Sob Sao Nicolai” em Kazimierz Dolny.
Desde 1947 dirigia a Catedral de Escultura em Metal na Escola Estadual Superior de Artes Plásticas em Poznań. Por dois períodos foi Presidente da Diretoria do Distrito de Poznań, da Associação dos Artistas Plásticos Poloneses (ZPAP). Em 1948, em Kazimierz Dolny casou-se com Wanda Mankin, sua aluna, com a qual teve duas filhas – Bożena Stefania e Maria Ann. No fim do ano de 1956, mudou-se com a família para Varsóvia. Em 1961 foi eleito Presidente da Seção de Escultura da Diretoria Central da ZPAP. Faleceu em 23 de janeiro de 1963. Está sepultado no Cemitério de Powązki em Varsóvia.

## Obras

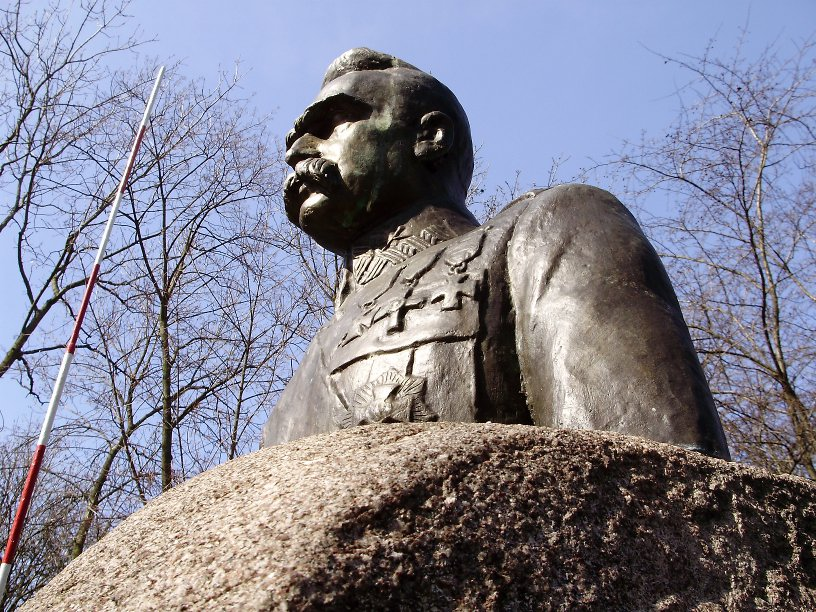
Monumento de Józef Piłsudski em Turek

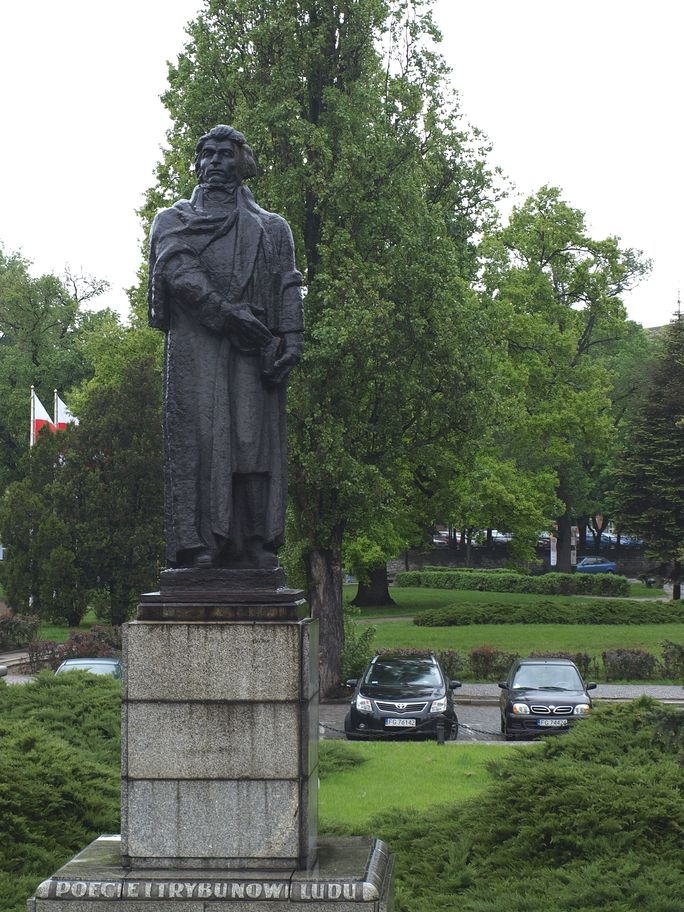
Monumento de Adam Mickiewicz em Gorzów Wielkopolski

Józef Gosławski foi o autor de numerosos trabalhos no domínio da escultura de monumentos, retratos, medalhas, caricaturas, e igualmente conservação e desenho. Suas obras iniciais, em sua maioria, não foram conservadas ou perdidas, mostram influencias do cubismo (Auto-caricatura do artista c. 1932-1933), idéias de Stanisław Szukalski (Projeto do monumento de Władysław Orkan c. 1929), e também formas similares a concepções dos artistas  do círculo de Arte Aplicada Polonesa (Projeto de altar de São Francisco - 1932). A estadia e estudos na Itália e também a convivência direta com a arte local adicionalmente influíram sobre uma mudança da visão artística  - testemunham isto entre outros, os retratos do Siciliano, Maria Maro e Roberto (todos feitos em 1937). Influência das antiguidades e da renascença italiana pode ser vista nas primeiras plaquetas feitas em Roma. Plena analise da criação de Józef Gosławski antes da guerra , é impossibilitada pelas lacunas em documentação, especialmente sobre as obras do período de estudos na Itália, que foram perdidas durante o transporte para a Polônia em agosto de 1939.
As condições durante a ocupação alemã forçaram o artista a interessar-se em artesanato e pequenas formas de escultura. As medalhas criadas naquela época em sua maioria foram dedicadas a martirologia da Nação Polonesa. A criação de medalhas continuou também depois da guerra  Ele introduziu permanentemente novas concepções neste campo, especialmente em relação à forma e contorno. Tornou-se uma ligação entre a geração de Konstanty Laszczka e Józef Aumiller, e os projetistas do tempo posterior.
Continuou também a criatividade no campo de escultura monumental – realizou entre outros, o grupo “Musica” em Varsóvia (1952) - com ajuda do irmão Stanisław e esposa Wanda, o monumento “Guerra nunca mais” em Luboń (1956), o monumento de Adam Mickiewicz em Gorzów Wielkopolski (1956), o monumento de Frédéric Chopin (1955), o qual foi erigido em Żelazowa Wola, já depois da morte do artista, e o altar da Transformação de Jesus em Masłów perto Kielce (1960).
As obras de Józef Gosławski são muito difíceis de classificar. A constante busca de perspectivas, e sua ansiedade artística o dirigia para criar em diferentes formas e materiais. Mas o principal foco de sua arte era sempre o ser humano – como o herói e na vida cotidiana. Gosławski era humilde e simpático, mesmo suas caricaturas, tipo de arte rara entre os escultores, sao caracterizadas com um benigno humor, mais que malicia.
Ele era honrado com 14 exposições individuais, e suas obras foram apresentadas em mais de 60 exposições na Polônia e em mais de 20 exposições no exterior.

## Exposições

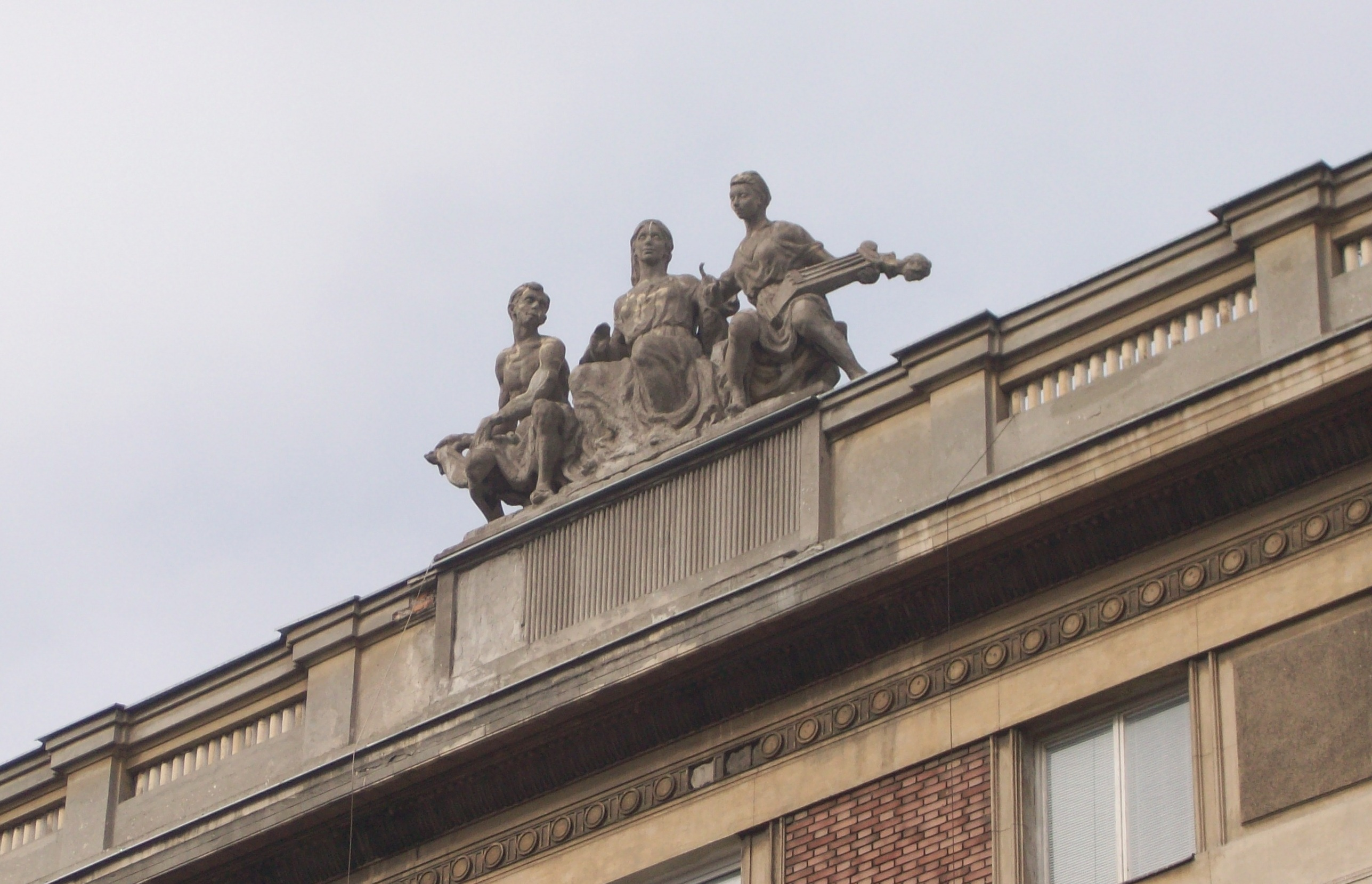
A escultura do grupo "Musica" em Varsóvia

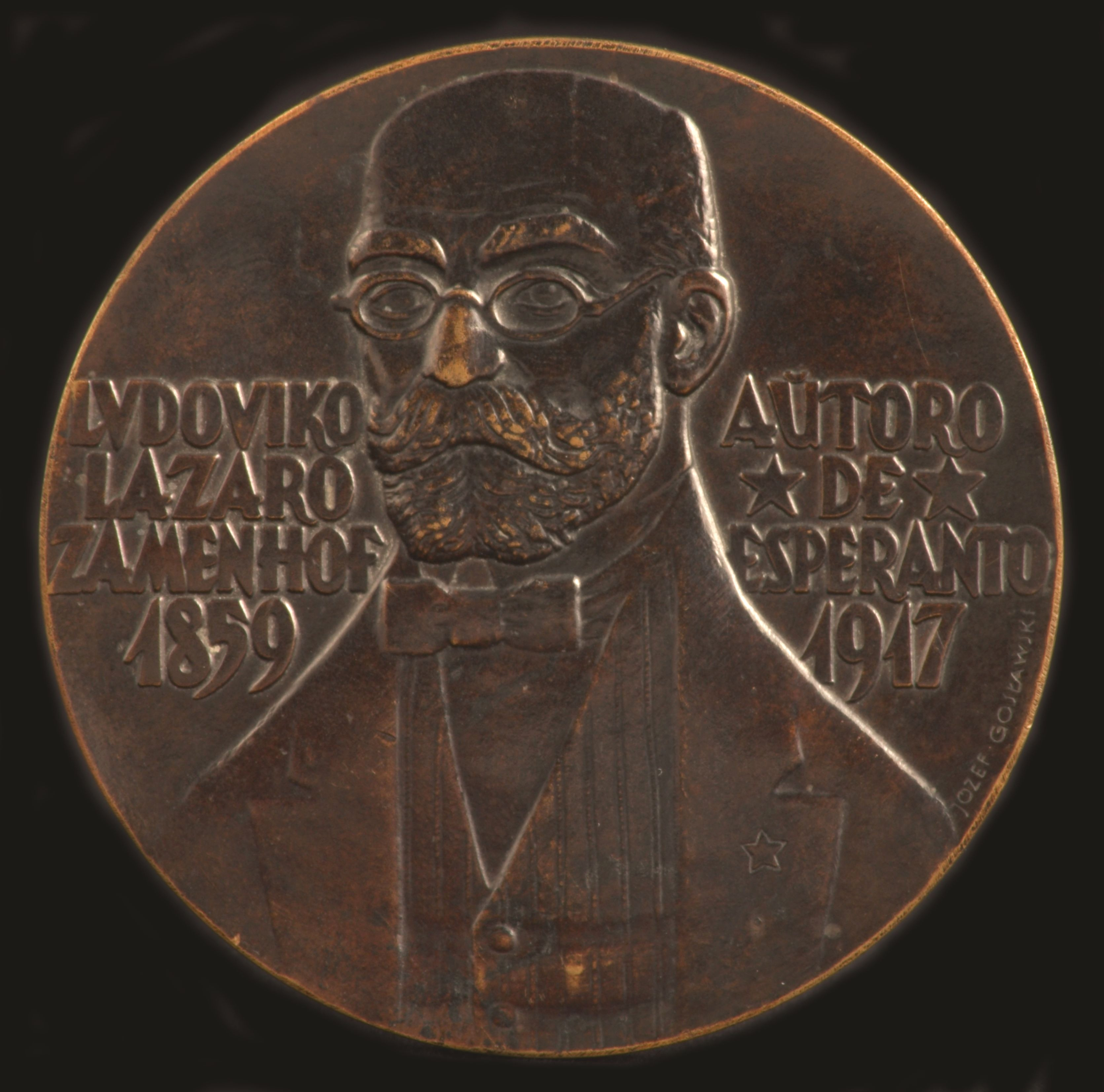
Medalha com Ludwik Lejzer Zamenhof (verso)

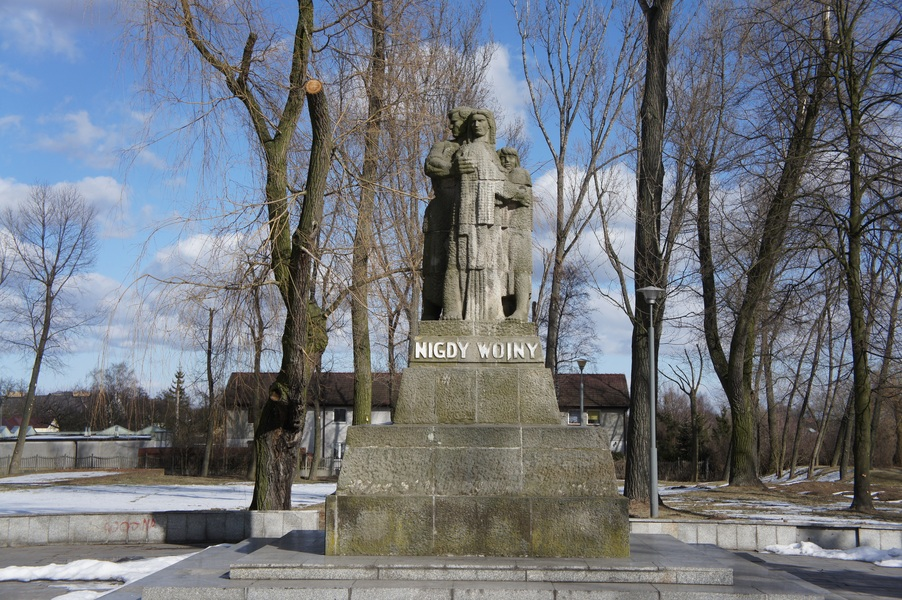
Monumento Guerra nunca mais em Żabikowo (Luboń)

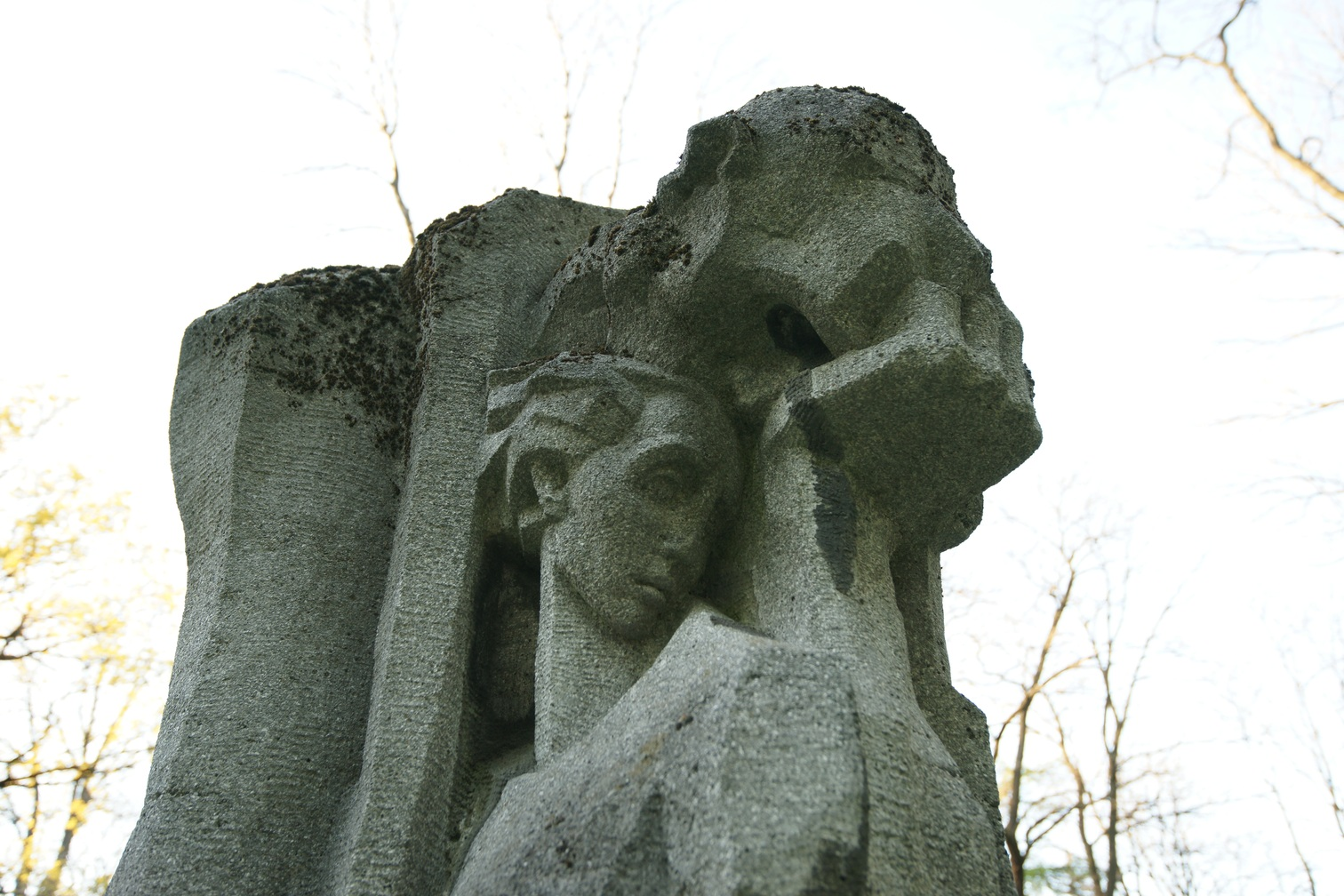
Monumento na tumba de Janina Rogalski Gałowa no Cemitério de Raków (Cracóvia)

### Individuais
| Ano       | Cidade          | Instituição                           |
| --------- | --------------- | ------------------------------------- |
| 1933      | Cracóvia        | Palácio da Arte                       |
| 1960      | Budapeste       | Ośrodek Kultury Polskiej              |
| 1963      | Varsóvia        | Dom Wojska Polskiego                  |
| 1968      | Wrocław         | Paços do Concelho                     |
| 1973      | Varsóvia        | Centralne Biuro Wystaw Artystycznych  |
| 1974      | Varsóvia        | Galeria Wojskowa DWP                  |
| 1974      | Warka           | Muzeum im. Kazimierza Pułaskiego      |
| 1974      | Bydgoszcz       | Museu regional                        |
| 1987      | Lublin          | Museu regional                        |
| 1995      | Kazimierz Dolny | Muzeum Nadwiślańskie - Galeria Letnia |
| 1996      | Bolesławiec     | Bolesławiecki Ośrodek Kultury         |
| 1997      | Chełmno         | Museu regional                        |
| 2000      | Konin           | Museu regional                        |
| 2003      | Varsóvia        | Galeria Domu Artysty Plastyka         |
| 2014      | Orońsko         | Centrum Rzeźby Polskiej               |
| 2014-2015 | Varsóvia        | Muzeum Rzeźby (Królikarnia)           |

### Coletivo

#### Estrangeiro
| Ano       | Estado                                      | Cidade                | Instituição       |
| --------- | ------------------------------------------- | --------------------- | ----------------- |
| 1932      | Áustria                                     | Viena                 | Künstlerhaus Wien |
| 1936      | Itália                                      | Roma                  | ?                 |
| 1936      | Itália                                      | Roma                  | ?                 |
| 1950      | Tchecoslováquia                             | Praga                 | ?                 |
| 1950      | Itália                                      | Roma                  | ?                 |
| 1959      | Itália                                      | Catânia               | ?                 |
| 1959      | Áustria                                     | Viena                 | ?                 |
| 1963/1964 | União das Repúblicas Socialistas Soviéticas | Moscovo-Minsk         | ?                 |
| 1964      | Itália                                      | Arezzo                | ?                 |
| 1965      | Alemanha Oriental                           | Berlim-Erfurt-Leipzig | ?                 |
| 1966      | Tchecoslováquia                             | Kralupe               | ?                 |
| 1966      | Bulgária                                    | Sófia                 | ?                 |
| 1966/1967 | Hungria                                     | -                     | ?                 |
| 1967      | Iugoslávia                                  | -                     | ?                 |
| 1967      | Finlândia Suécia Polónia                    | -                     | ?                 |
| 1967      | França                                      | Paris                 | ?                 |
| 1968      | União das Repúblicas Socialistas Soviéticas | Moscovo               | ?                 |
| 1969      | Hungria                                     | Budapeste             | ?                 |
| 1971      | França                                      | Paris                 | ?                 |
| 1971      | Países Baixos                               | Haia                  | ?                 |
| 1972      | Alemanha Oriental                           | Berlim                | ?                 |
| 1985      | Tchecoslováquia                             | Praga                 | ?                 |
| 2003      | Áustria                                     | Viena                 | Leopold Museum    |